# Скарду (аэропорт)
Скарду (англ. Skardu Airport) (ИАТА: KDU, ИКАО: OPSD) — аэропорт, расположен в пакистанском городе Скарду. Один из немногих аэропортов в провинции Гилгит-Балтистан.

## Характеристика
Аэропорт расположен на высоте 2,230 метров над уровнем моря. Способен принимать самолёты класса Боинг 737.